# Ali Tehrani

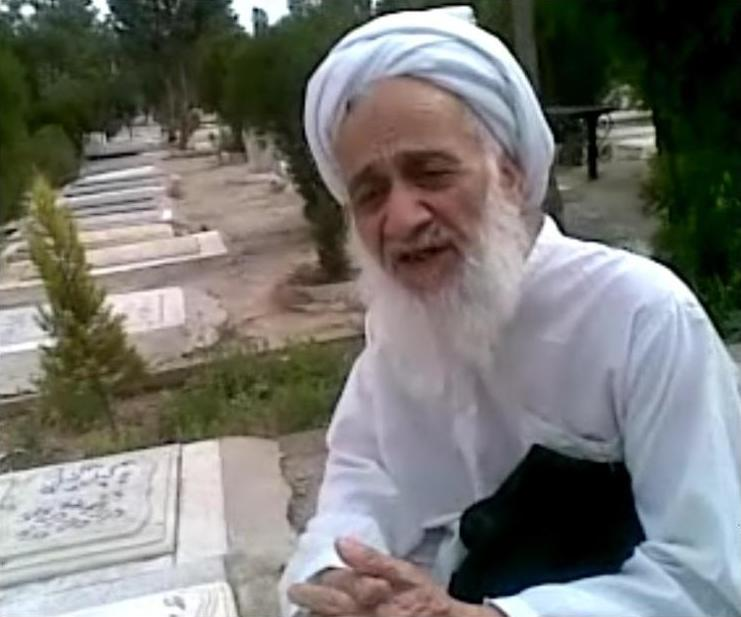
Ali Tehrani ca. 2013

Ali Tehrani (geboren am 25. April 1926 bei Teheran; gestorben am 19. Oktober 2022 ebendort) war ein iranischer Scheich, Ajatollah und Dissident. Er war ein Schwager des Staatsoberhauptes Ali Chamenei.
Als „Lieblingsschüler“ Ruhollah Chomeinis war er mit dessen Thesen vom „Islamischen Staat“ vertraut. Nach den Unruhen im Iran im Juni 1963 wurde Chomeini in den Irak exiliert, Tehrani hielt dabei den Kontakt zu seinem Lehrer in dessen Exil in Nadschaf. Tehrani setzte unterdessen sein Studium in Maschhad fort, bei Ajatollah Milani. Während Chomeini 1971 sein wichtigstes Werk „Velayat-e faqih“ über den islamischen Staat veröffentlichte, schrieb Tehrani über Islamische Ökonomie (Eqtesad-e eslami, 1974). 1979 wurde er in die Expertenversammlung gewählt, um die neue iranische Verfassung auszuarbeiten.

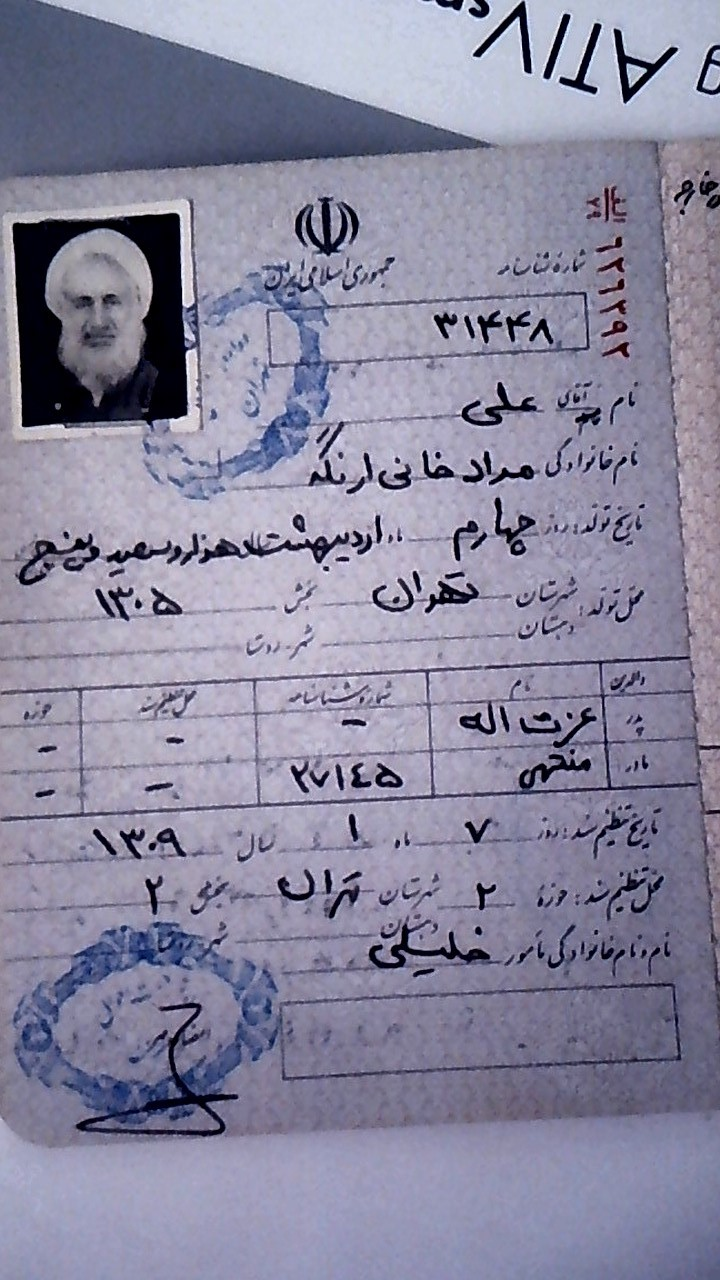
Fotokopie der Identitätskarte Ali Tehranis

Eine Regierungsbeteiligung nach der islamischen Revolution lehnte er ab. Er selbst befürwortete den Status mit dem System der konstitutionellen Monarchie und Überwachung durch die Geistlichkeit. Er wurde zu einem der schärfsten Kritiker des Systems:

„Ein Drahtzieher, der alle Fäden der Macht in seinen Händen vereinigt. Die Regierung Radjai ist die Hand Beheschtis, das Parlament das Wort Beheshtis, der kämpferische Klerus der Fuß Beheschtis und die Gelehrten von Qom das Hirn Beheschtis.“

„Was ihr von mir verlangt [Eintritt in die Regierung], ist ein Verbrechen. Was verstehe ich von einem Wirtschafts-, Finanz- oder Ölministerium? Hier müssen Fachleute gerufen werden. Aber die habt ihr mit eurem Terror aus dem Iran vertrieben.“

Wegen seiner Kritik am politischen System des Iran wurde er 1981 zu acht Monaten Gefängnis verurteilt und danach in Maschhad unter Hausarrest gestellt. Im März 1984 flüchtete er in den Irak. Seine Frau Badri Hussein Chamenei, die Schwester Ali Chameneis, und seine fünf Kinder folgten ihm im Mai 1985.
Bei seiner Rückkehr in den Iran wurde er 1995 aufgrund vermeintlicher Kollaboration mit dem Feind Irak zu 20 Jahren Haft verurteilt. Er soll in der Haft wiederholt, unter anderem am 3. Juni 2001, versucht haben sich selbst zu töten, wurde jedoch gerettet. Nach zehnjähriger Haft wurde er 2005 entlassen. Seine Website berichtete 2020, dass er in Teheran lebe. Mahmud Tehrani, ein Sohn Ali Tehranis, lebt in Paris.